# Норт Форк (Аризона)
Норт Форк (енгл. North Fork) насељено је место без административног статуса у америчкој савезној држави Аризона.

## Демографија
По попису из 2010. године број становника је 1.417.
| Група             | 2000.    | 2010.     |
| Белци             | 0 (0,0%) | 70 (4,9%) |
| Афроамериканци    | 0 (0,0%) | 1 (0,1%)  |
| Азијати           | 0 (0,0%) | 6 (0,4%)  |
| Хиспаноамериканци | 0 (0,0%) | 30 (2,1%) |
| Укупно            | 0        | 1.417     |